# Đại đội 9
Đại đội 9 (tiếng Nga: 9 Рота) là bộ phim hành động khai thác đề tài Chiến tranh Afghanistan (1978–1992) của đạo diễn Fyodor Bondarchuk, ra mắt lần đầu năm 2007.

## Nội dung
Chuyện phim kể về những người lính thuộc Đại đội 9 - đơn vị có nhiệm vụ ở lại sau cùng, cảnh giới để toàn bộ quân đội Liên Xô rút khỏi Afghanistan và thật trớ trêu, Bộ Tư lệnh lại quên mất sự hiện diện của họ. Những người lính này bị bỏ rơi trên một cao điểm: Cao điểm 3234.
Những binh sĩ trong Đại đội 9 không phải là quân nhân thực thụ, họ là sinh viên, là thợ điện, là đầu bếp, là bác sĩ, là họa sĩ. Họ đến với quân đội một cách tự nguyện, họ tình nguyện sang Afghanistan để thực hiện nghĩa vụ quốc tế ngăn chặn sự đe dọa của chủ nghĩa tư bản.
Bộ phim có hai cảnh quay đáng nhớ là Mikhail lấy sợi dây nịt lau chùi đến bóng loáng cái huy hiệu búa liềm Soviet, một cảnh nữa là khi Lyutyi nhận được thư báo tin mẹ đang bệnh nặng - mà cậu là người con duy nhất. Khi viên Tư lệnh hỏi "Có ai muốn về nhà không ?", Lyutyi đã phân vân định bước ra, nhưng anh ngước lên ngọn cờ búa liềm, vẫn không nói gì. Sau đó, tất cả những người lính nhất loạt hét vang "Vì Tổ quốc Soviet !", đoạn phim điệp lại khá nhiều lần hình ảnh lá cờ búa liềm.
Tuy nhiên, những binh sĩ Đại đội 9 đã nhanh chóng tan tành ảo ảnh, mới bước vào môi trường Quân đội nhân dân Xã hội chủ nghĩa, viên sĩ quan huấn luyện đã dạy họ ba bài học cơ bản:
1. Trong quân đội, anh không tốt cũng không xấu, anh không phải là người, anh là cứt!
2. Chỉ có người chết mới không cầm súng bắn anh, anh hãy giết kẻ thù để bảo vệ bản thân!
3. Mệnh lệnh của người chỉ huy trực tiếp còn lớn hơn Tổng Tư lệnh.
Quá trình huấn luyện thật gian khổ! Tay sĩ quan chỉ huy không ngần ngại dùng những cú đánh thô bạo vào đám lính tập sự ngay giữa lúc nửa đêm, họ phải đánh những người bạn của mình đến hộc máu, phải trải qua những bài tập kinh hoàng như nằm ngửa cho xe tăng cán qua... Anh chàng họa sĩ thường xuyên phát ngôn những câu trí tuệ, triết lý, tuy nhiên ngay sau đó viên sĩ quan đáp lại bằng những cú đấm và đá. Nhưng đó mới chỉ là bắt đầu...
Họ sang Afghanistan, nhiệt tình ban đầu đã hết, những người lính chỉ còn mong được sống sót và trở về nhà. Nhân vật chính - người sống sót sau cùng - tình cờ gặp một người ở sân bay Afghanistan, ông ta đã mãn hạn quân ngũ và được trở về nước, ông ta rất vui mừng, tặng anh một tấm bùa mau mắn mà ông đã đeo suốt 20 năm. Người đàn ông lạ mặt vừa bước lên máy bay, chiếc máy bay vừa cất cánh đã trúng ngay một quả tên lửa. Chiếc máy bay bốc cháy trong ánh mắt sững sờ của anh chàng nọ...!
Vào Đại đội 9, những chàng trai trẻ được gặp những người bạn mới, cũng là lính tình nguyện. Chiến tranh hoàn toàn không phải là cái gì đẹp đẽ hào hùng như họ tưởng tượng, mà là máu, sự tàn bạo, sự khốc liệt ghê rợn.
Anh chàng thư sinh Sitas vừa cười với một chú bé Afghanistan, đã bị chú ta móc AK-47 xả liền bốn phát và anh là người đầu tiên ngã xuống! Trong khi cả nhóm gục đầu khóc lóc bên xác Stas, tên lửa Katyusha (Kachiusa) đã san phẳng ngôi làng chú bé đó. Một cụ già Afghanistan đang ngắm mắt nhìn bầu trời đầy nắng, và từ xa, hàng trăm quả tên lửa Katyusha (Kachiusa) bay vèo vèo tới ngôi làng nhỏ bé của cụ... Đêm Giáng sinh, tất cả đã cùng nguyện cầu cho Sitas và những ai trước đó đã không may mắn sống sót đến ngày Giáng sinh!
Và sau đêm Noel tĩnh lặng, Đại đội 9 liên tiếp hứng chịu những đợt tấn công liều mạng của quân du kích Hồi giáo (Mujahideen). Lần lượt những binh sĩ khác ngã xuống. Anh chàng họa sĩ bị bắn một phát đạn trúng đầu khi đang vẽ dang dở một bức tranh. Thế rồi Gumov, thế rồi Mikhail... cũng lần lượt bị đạn pháo sát hại. Viên chỉ huy cứng nhắc cũng chịu chung số phận. Chỉ còn lại sáu người. Tất cả, dù chỉ là lính tình nguyện, song họ đều quyết chiến đấu tới hơi thở cuối cùng...
Phiến quân Hồi giáo cứ tiến lên, và sáu người của Đại đội 9 cứ quyết tâm giữ vững cao điểm. Họ bắn kẻ thù, hết đạn họ rút lưỡi lê và lao vào đối phương, dao gãy, họ dùng cả mũ sắt, đất đá, chiến trường đầy những cảnh tàn bạo và máu me. Thế rồi lại thêm hai đồng đội nữa ngã xuống. Những người lính trước khi chết đã hét lên: "Vì nhân dân của chúng ta !". Không lùi một bước, bốn người còn lại của Đại đội 9 nhảy ra khỏi chiến hào, họ ào lên! Một người gục xuống ngay từ bước chân đầu tiên. Người thứ hai bị dính bốn phát đạn vào hai tay và chân, anh khóc, có lẽ lúc đó anh nghĩ tới cô bạn gái đáng yêu của anh. Cô ấy đang chờ anh vào sinh nhật sắp tới, chỉ vài tuần nữa thôi là anh sẽ về Nga... Thế mà... Anh đang ở những giây cuối cùng của cuộc đời, anh rút một quả lựu đạn, bật chốt, chờ kẻ thù tới gần và anh tự sát, hi sinh đến giọt máu cuối cùng. Người thứ ba bị một chiến binh Hồi giáo nã một băng đạn vào ngực nhưng vẫn gồng hết sức tàn đè anh ta xuống và bóp cổ, máu đầy tay và mặt anh, anh gục xuống, ánh mắt vẫn trừng lên đầy quyết tâm!
Mãi lâu sau mới có những chiếc trực thăng Mi-24 đến dọn sạch phiến quân Hồi giáo, họ đã đến quá trễ. Cả Đại đội 9 chỉ còn lại một người cuối cùng: anh chàng nhân vật chính đeo tấm bùa may mắn... Viên Tổng Tư lệnh bước xuống, anh đứng nghiêm chào: "Thưa tư lệnh, Đại đội 9 đã kết thúc sứ mệnh vinh quang ! Quân đội Soviet có thể triển khai ở khu vực này !". Thế nhưng, ông ta lạnh lùng nói "Không có quân đội nào ở đây cả !", và anh lính may mắn gào lên "Chúng tôi đã trấn giữ cao điểm đến giọt máu cuối cùng ! Quân đội có thể triển khai ở khu vực này !".Viên Tư lệnh bực tức "Không, không có quân đội gì ở đây nữa, con trai ạ. Tất cả đã kết thúc, anh có hiểu không ? Chúng ta đã rút quân khỏi cái nơi chó chết này, anh có hiểu không ?...". Nhân vật chính - trên mặt còn dính đầy máu của đồng đội - đứng nhìn sững sờ... Một sự hi sinh vô nghĩa của Đại đội 9. Đơn giản vì Tổ quốc Soviet - hay những vị Tư lệnh "đáng kính" - đã lãng quên họ!

## Lịch sử
Trong phim mô tả Đại đội 9 chiến đấu trong tình thế bị cô lập và chỉ còn lại một người tại cứ điểm do quân đội Liên Xô lãng quên. Tuy nhiên, trên hực tế lịch sử, đơn vị Đại đội 9 thuộc Trung đoàn lính dù cận vệ 345, với sự hỗ trợ của hỏa lực cực mạnh, đã chốt giữ cao điểm 3234 trong hai ngày 7 và 8 tháng 1 năm 1988, ngăn chặn 3 cuộc tấn công của 200-250 phiến quân Mujahideen. Quân số Đại đội gồm 39 người, khi tham gia chiến đấu mất 6 người, 28 người bị thương nặng. 4 trong 6 người hi sinh được tặng thưởng Huân chương Sao vàng Anh hùng Liên Xô. Đơn vị giữ được liên lạc thường xuyên với bộ chỉ huy và nhận được đầy đủ mệnh lệnh từ Trung đoàn trưởng, Đại tá Valery Vostrotin. Đơn vị cũng được cung cấp đầy đủ về lương thực, đạn dược, quân tiếp viện và máy bay trực thăng di tản những người bị thương.

## Ê-kíp
- Quay phim: Maksim Osadchy
- Dựng phim: Igor Litoninsky
- Âm nhạc: Dato Evgenidze

| Diễn viên           | Thủ vai        |
| ------------------- | -------------- |
| Artur Smolyaninov   | Lyutyi         |
| Aleksey Chadov      | Vorobey        |
| Konstantin Kryukov  | Dzhokonda      |
| Ivan Kokorin        | Chugun         |
| Mikhail Yevlanov    | Ryaba          |
| Artyom Mikhalkov    | Stas           |
| Soslan Fidarov      | Pinochet       |
| Ivan Nikolayev      | Seryi          |
| Mikhail Porechenkov | Dygalo         |
| Fyodor Bondarchuk   | Khokhol        |
| Dmitry Mukhamadeyev | Afanasy        |
| Irina Rakhmanova    | Belosnezhka    |
| Amadu Mamadakov     | Kurbashi       |
| Aleksandr Sheyn     | Patefon        |
| Aleksey Kravchenko  | Đại úy Bystrov |